# Uplifting trance
Uplifting trance (znany też jako epic trance, anthem trance, emotional trance) – jeden z głównych podgatunków muzyki trance i elektronicznej muzyki tanecznej, charakteryzujący się wzniosłymi, rozbudowanymi melodiami, euforycznym i nasyconym brzmieniem oraz tempem z zakresu 134-142 uderzeń na minutę. Typowe dla tej muzyki jest użycie dużej ilości pogłosu, a także jasnych brzmień typu supersaw, mających na celu wywołać w słuchaczu uczucie uniesienia (z ang. uplifting – budujący, podnoszący na duchu).

## Charakterystyka
Muzyka z gatunku uplifting trance charakteryzuje się dużą emocjonalnością, a także specyficznym atmosferycznym brzmieniem, które ma swoje korzenie w muzyce ambient oraz new age. Wyróżnia się też rozbudowanym i długim tzw. breakdownem, występującym w środku kompozycji. Jest to część utworu, która nie zawiera elementów perkusyjnych i pełnią rolę relaksującego, euforycznego zatrzymania, stojącego w opozycji do głównej części, zwanej drop.